# 罗汉松科
罗汉松科（学名：Podocarpaceae）又名竹柏科，松柏纲松柏目的一科，裸子植物，主要生长在热带、亚热带和南半球的温带地区，共有18-19属，约170-200余种，中国有2属14种，都生长在长江以南各地。
罗汉松科植物都是常绿乔木或灌木，叶互生或有时对生，针状、鳞片状或线形；花单性异株或同株，雄花顶生或腋生，雌花腋生或生于枝顶，有苞片；种子当年成熟，核果状、坚果状或鲜有浆果状。
寄生陆均松（Parasitaxus usta）是已知的裸子植物中唯一一种寄生植物，生长在新喀里多尼亚，寄生在新喀里多尼亚陆均松（Falcatifolium taxoides）上。
有的分类学家将芹叶松属单独列为一个科。
直到1970年以前，罗汉松科还只分为7属，最新的研究将罗汉松属根据叶子结构、胚珠形态等分为8个新属，以后又陆续分出其他新属。
在中国，罗汉松科植物因其球果形似罗汉而得名, 导致中国南方一些地区认为罗汉松科能结出类似球果的植物能带来好运而进行采挖收集，造成生态破坏。